# Tony Testa
Pour les articles homonymes, voir Testa.
Pas d'image ? Cliquez ici

a Compétitions nationales et continentales officielles uniquement.

b Matchs officiels uniquement.
Dernière mise à jour le 15 septembre 2024.
Tony Testa, né le 18 juillet 1980 à Grenoble en France, est un joueur de rugby à XV de nationalité franco-italienne, qui a notamment évolué au poste de talonneur au sein des effectifs de l'US Montauban et du Lyon OU.

## Biographie
Natif de Grenoble, Tony Testa effectue sa formation au FC Grenoble et joue en équipe de France « -21 ans ».
Il joue ensuite pour le Stade français, Rugby Rovigo et USA Limoges, avant de rejoindre l'US Montauban et de jouer pour l'équipe d'Italie A (en).
En 2006, il devient champion de France de Pro D2 avec l'US Montauban.
Par la suite il joue également pour le Lyon OU et remporte un second titre de champion de France de Pro D2 en 2011 et termine sa carrière à l'US Romans Péage.

## Palmarès

### En club
- Championnat de France Pro D2 :
  - Champion (2) : 2006 et 2011

### En sélection nationale
- France -18
- France -19
- France -21
- Italie A (en)